# 赫梅斯斯普林斯 (新墨西哥州)
赫梅斯斯普林斯（英語：Jemez Springs）是位於美國新墨西哥州桑多瓦爾縣的村。

## 人口
根據2020年美國人口普查的數據，赫梅斯斯普林斯的面積為12.43平方千米，皆為陸地。當地共有人口198人，而人口密度為每平方千米16人。